# Musée d'Art Ateneum
Pour les articles homonymes, voir Athénée.
Ne doit pas être confondu avec Théâtre Ateneum.
Le musée d'Art Ateneum (finnois : Ateneumin taidemuseo) est un des principaux musées d'art de Finlande.
Il est situé au centre de Helsinki sur la place de la Gare centrale. Il conserve la plus grande collection d'art classique de Finlande.

## Histoire
Dans les années 1870, Carl Gustaf Estlander lance l'initiative de créer l'Académie des beaux-arts d'Helsinki, une école dispensant des enseignements artistiques de haut niveau. 
Ce projet se réalisera dans les années 1880, Theodor Höijer conçoit un bâtiment à destination des arts visuels. 
Sa construction sur la place de la gare centrale d'Helsinki se termine en 1887 et le bâtiment de l'Ateneum est inauguré en 1887.
Ce nouveau bâtiment, accueille alors le musée d'Art Ateneum et jusqu'en 1939, le bâtiment accueille aussi une école d'art, qui aura plusieurs noms successifs : 
- 1848–1939 : école de dessin de l'Association des arts de Finlande. (en finnois : Suomen Taideyhdistyksen piirustuskoulu) ;
- 1939–1985 : Académie des beaux-arts d'Helsinki (en finnois : Suomen Taideakatemian koulu) ;
- 1985-1993 : Académie des beaux-arts (en finnois : Kuvataideakatemia) ;
- 1998 : École supérieure Aalto d'art, de design et d'architecture d'Helsinki (en finnois : Aalto-yliopiston taideteollinen korkeakoulu).

De 1985 à 1991, le bâtiment est restauré, et en 1991 le musée est ouvert au public.
En 1998, le musée d'Art moderne déménage pour le bâtiment Kiasma. Dans le bâtiment actuel, il y a le musée d'Art Ateneum et le Centre des archives d'arts visuels.

## Architecture
La façade du bâtiment est conçue par Theodor Höijer et est terminée en 1887.
Elle est décorée de statues et de reliefs qui ont une portée symbolique.
Au-dessus de la portée d'entrée apparaissent les bustes du peintre Raphaël, du sculpteur Phidias et de l'architecte Bramante. 
Au-dessus de ces bustes, au second étage, quatre cariatides supportent un entablement. Elle symbolisent les quatre formes artistiques classiques : l'Architecture, la Peinture, la Sculpture et la Musique. La façade culmine par un groupe de sculptures où la déesse des Arts bénit les productions des différentes formes artistiques. Toutes les statues sont sculptées par Carl Eneas Sjöstrand.
Sous le groupe de l'entablement apparaît la citation latine : « Concordia res parvae crescunt » (« L'union fait la force ») dont on pense qu'elle évoque les longues batailles des différents cercles artistiques finlandais pour créer ce musée.

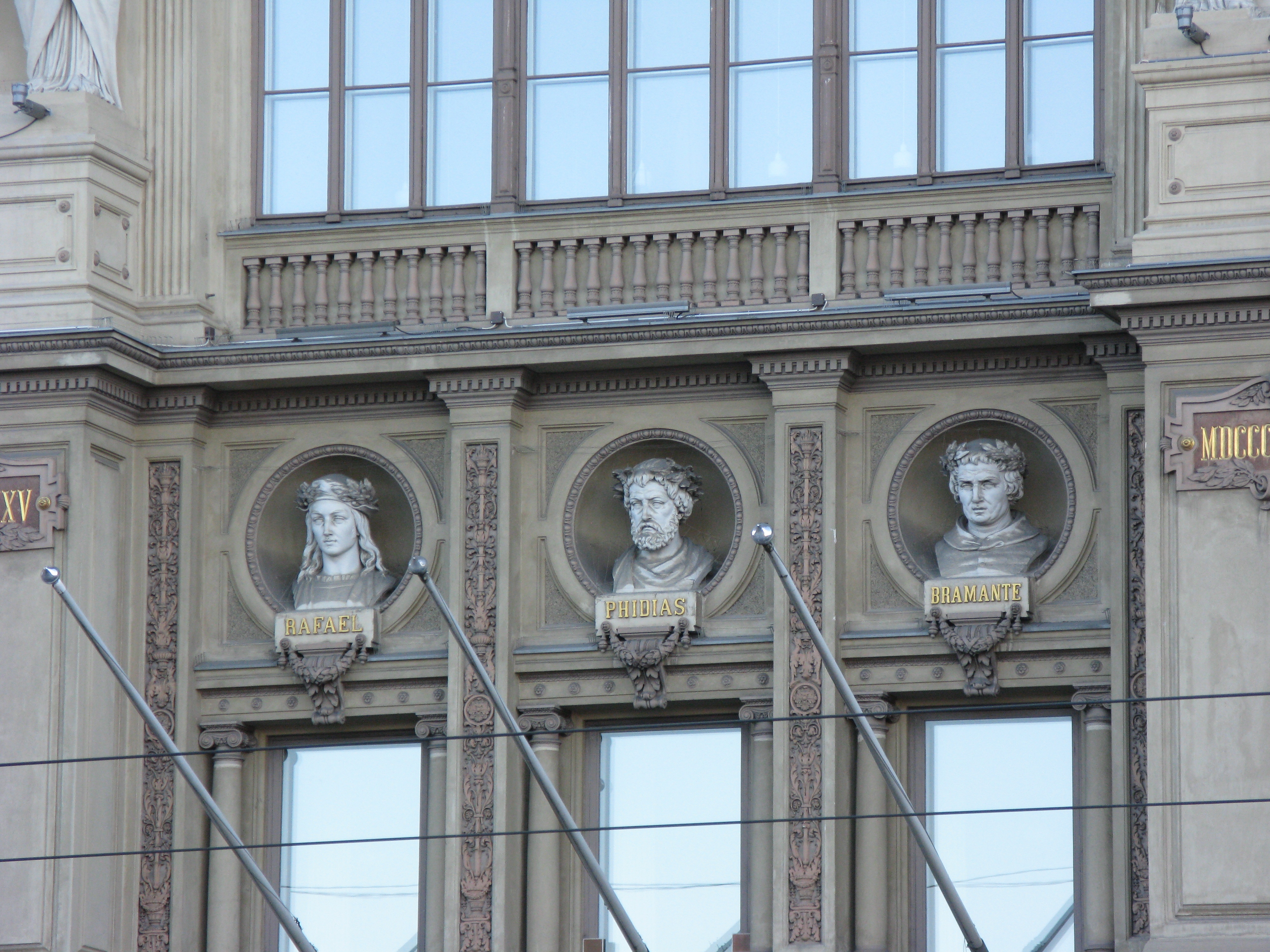
Façade de l'Ateneum, bustes de Raphaël, Phidias et Bramante.
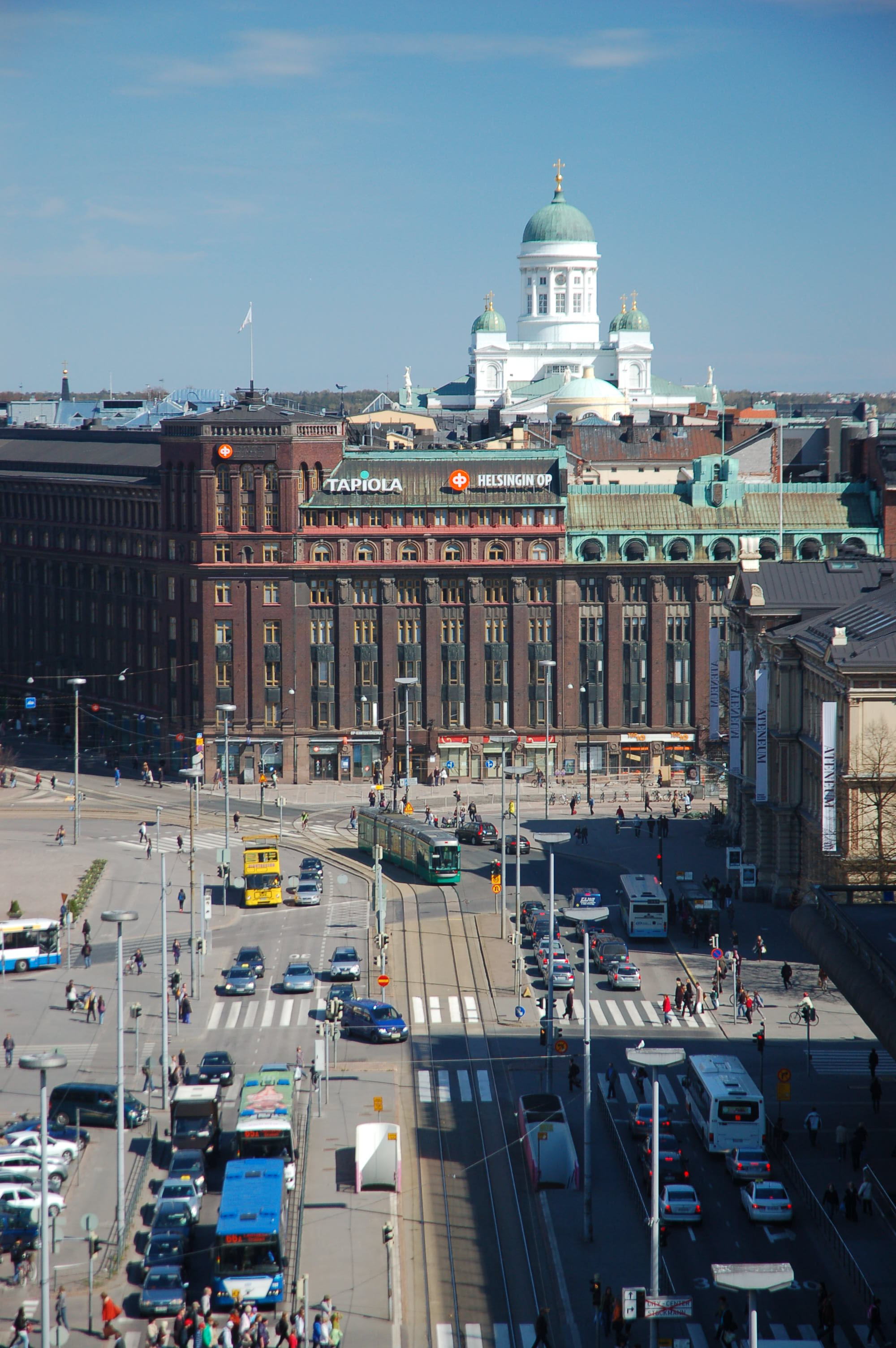
Vue de la rue Kaivokatu à Kluuvi, en face de la Gare. Au fond, le dôme de la cathédrale, à droite, le musée d'Art Ateneum.

Les reliefs situés entre les fenêtres du premier étage réalisées par Ville Vallgren représentent les artistes finlandais et internationaux suivants :
| Artiste                    | Art                | Années    | Pays               |
| -------------------------- | ------------------ | --------- | ------------------ |
| Werner Holmberg (en)       | peintre            | 1830–1860 | Finlande           |
| Robert Wilhelm Ekman       | peintre            | 1808–1873 | Finlande           |
| Aleksander Lauréus (en)    | peintre            | 1783–1823 | Finlande           |
| Johan Tobias Sergel        | sculpteur          | 1740–1814 | Suède              |
| Rembrandt                  | peintre            | 1606–1669 | Pays-Bas           |
| Bertel Thorvaldsen         | sculpteur          | 1770–1844 | Danemark           |
| Peter Paul Rubens          | peintre            | 1577–1640 | Pays-Bas           |
| Michelangelo               | peintre /sculpteur | 1475–1569 | Italie             |
| Erwin von Steinbach        | architecte         | 1244–1318 | Alsace             |
| Benvenuto Cellini          | orfèvre/sculpteur  | 1500–1571 | Italie             |
| Jules Hardouin-Mansart     | architecte         | 1646–1708 | France             |
| Bernard Palissy            | céramiste          | 1510–1589 | France             |
| Karl Friedrich Schinkel    | architecte         | 1781–1841 | Allemagne          |
| Nicodème Tessin le Jeune   | architecte         | 1654–1728 | Suède              |
| Carl Ludvig Engel          | architecte         | 1778–1840 | Allemagne/Finlande |
| Fredrik Wilhelm Scholander | architecte         | 1816–1881 | Suède              |

Quelques œuvres de la collection de peinture
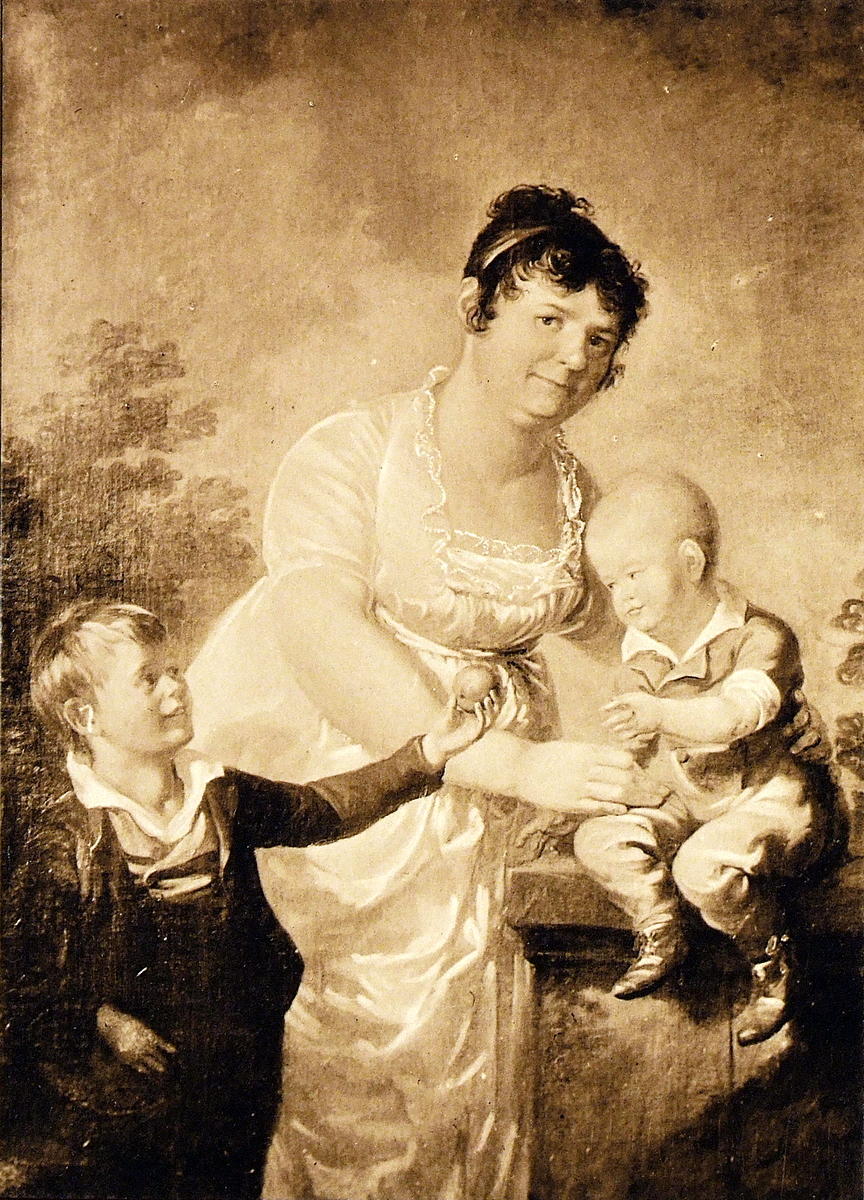
Aleksander Lauréus (en), Portraits de la belle-mère de l'artiste Mariana Juliana Winqvist et de ses deux fils, 1806.
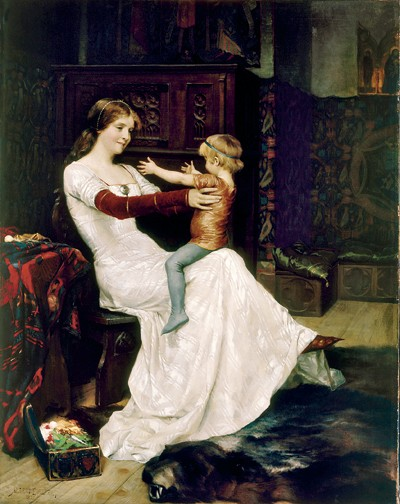
Albert Edelfelt, La Reine Blanche, 1877.
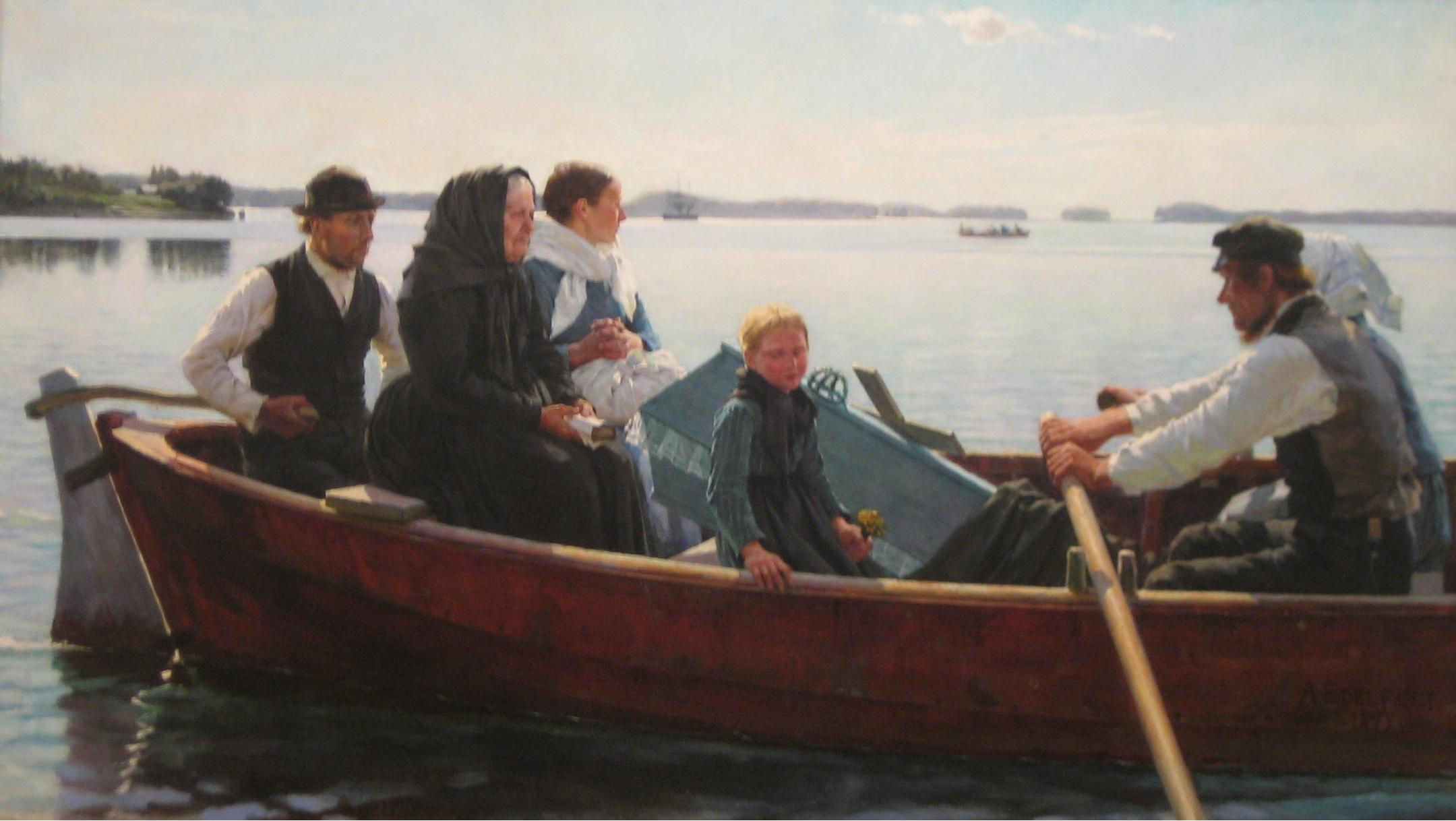
Albert Edelfelt, Le Cercueil de l'enfant, 1879.
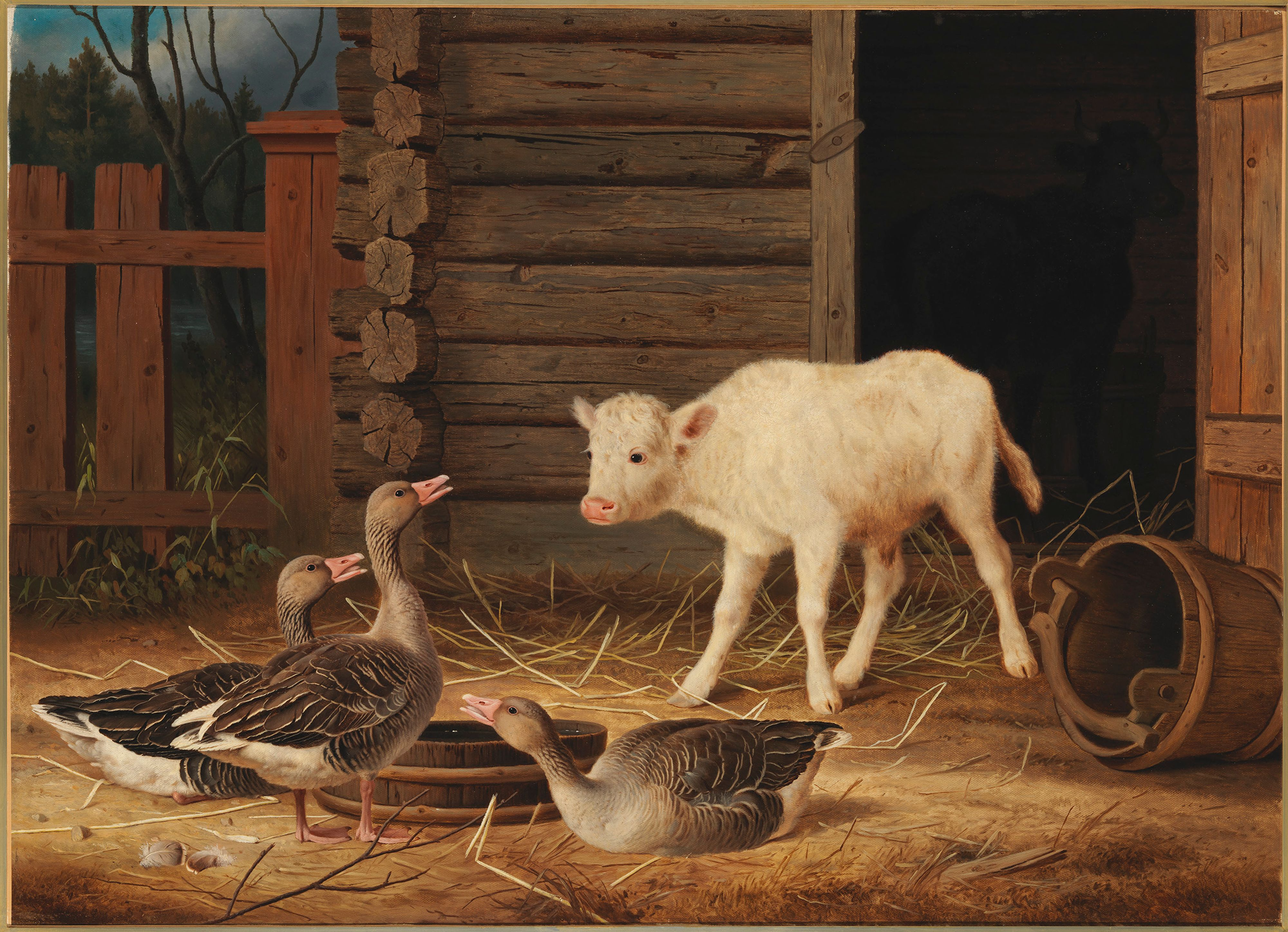
Ferdinand von Wright, La Surprise, 1880.
Albert Edelfelt, Au jardin du Luxembourg, 1887.
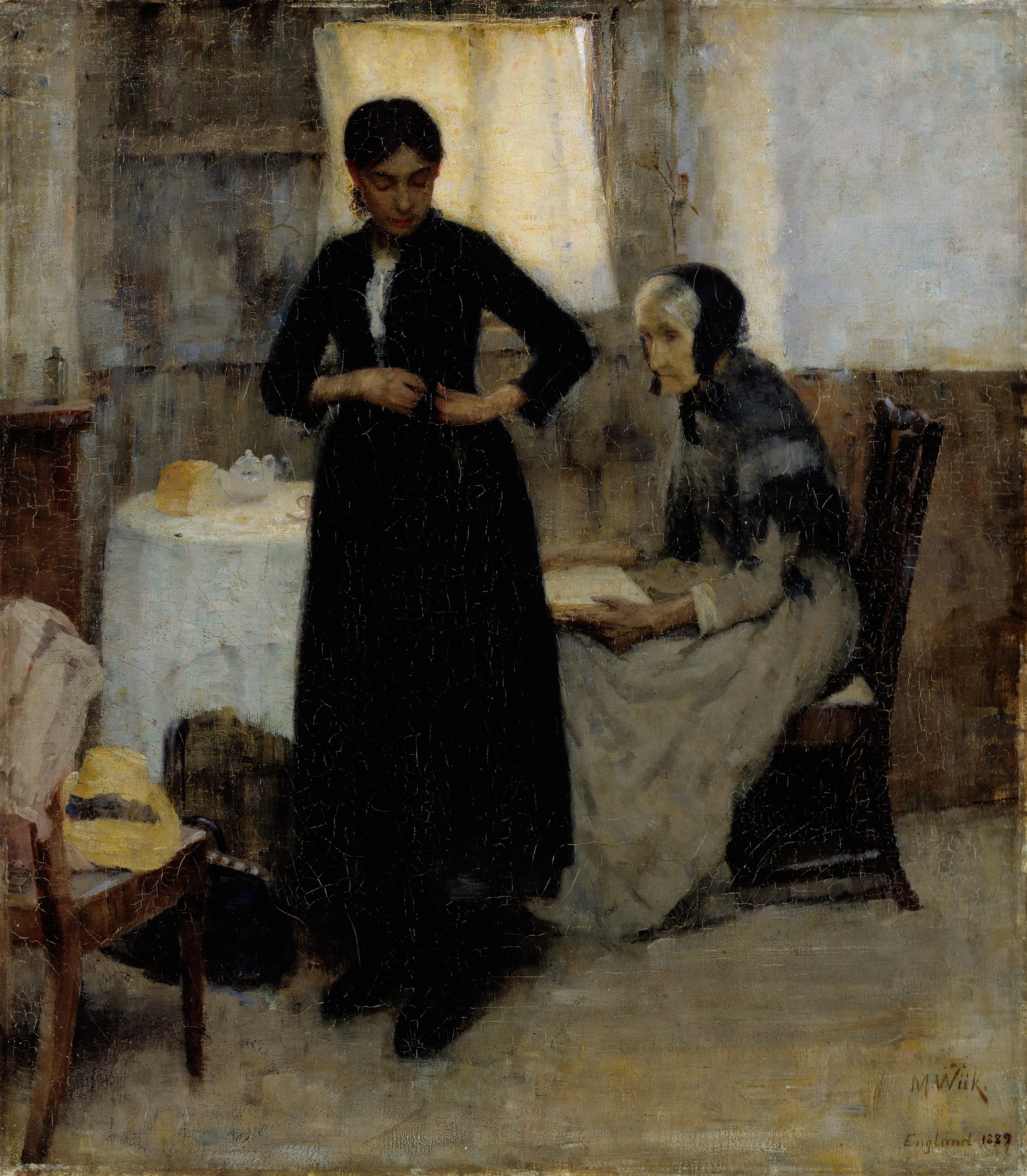
Maria Wiik, Sortie dans le monde, 1889.
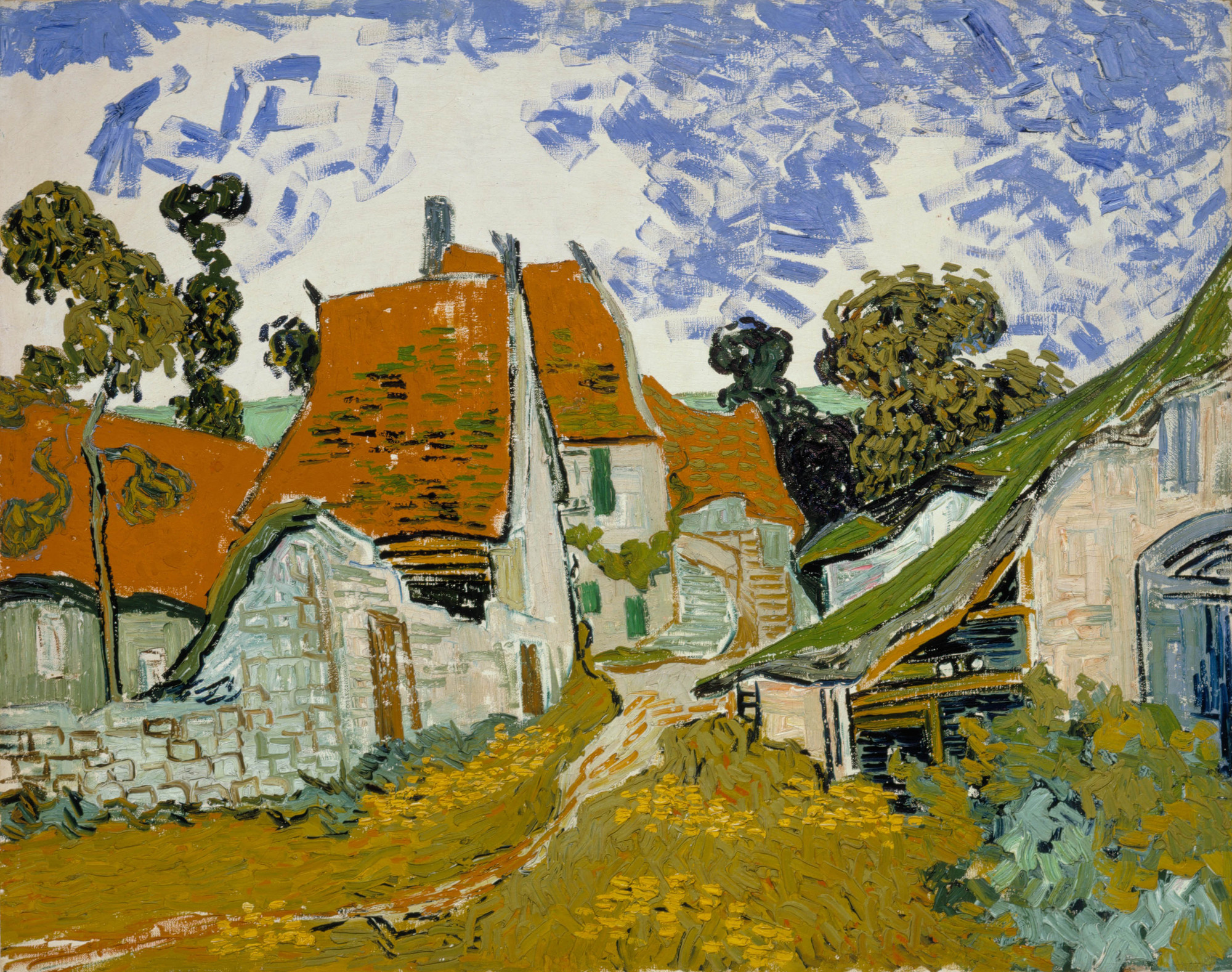
Vincent van Gogh : Rue d'Auvers, 1890.
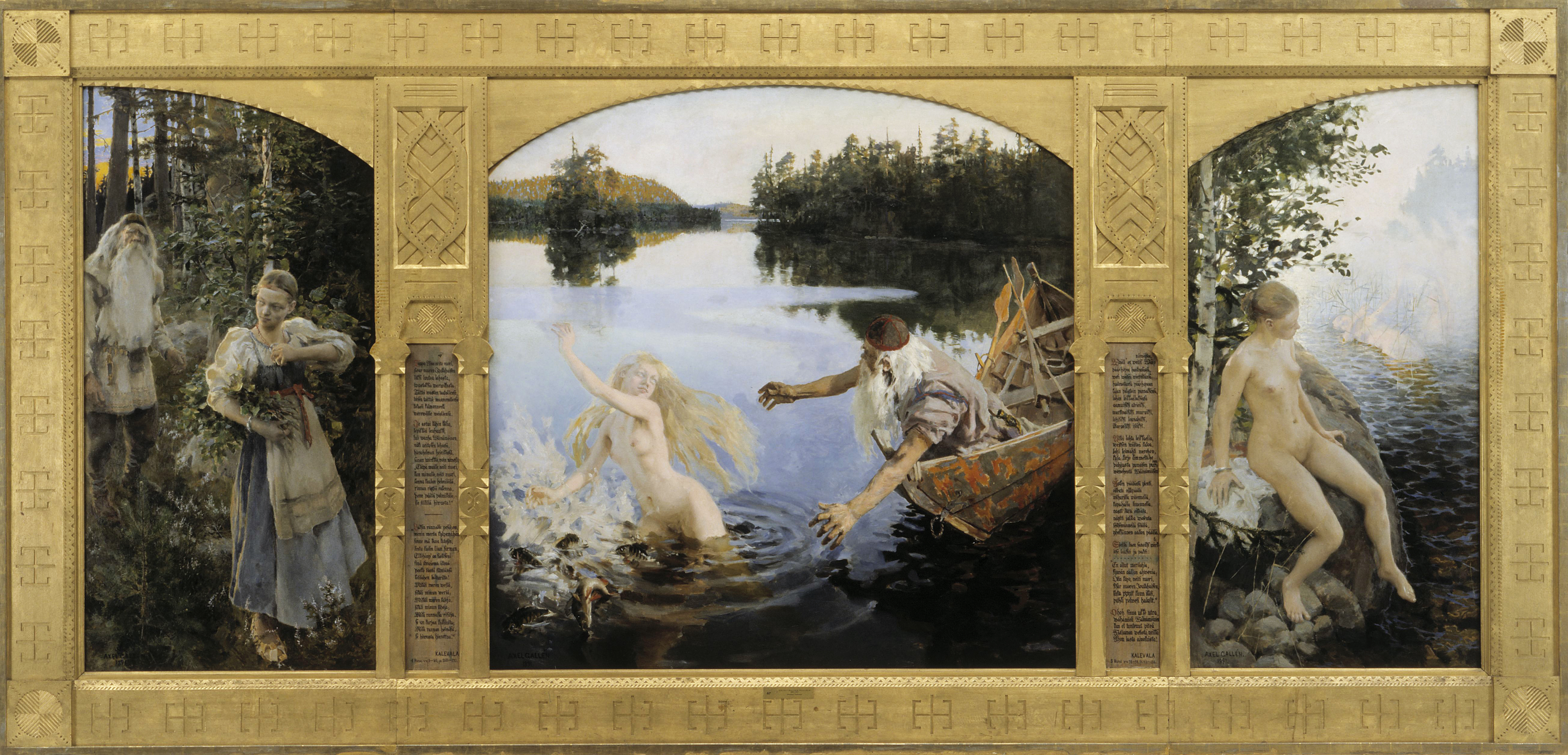
Akseli Gallen-Kallela, La Légende d'Aïno, 1891.
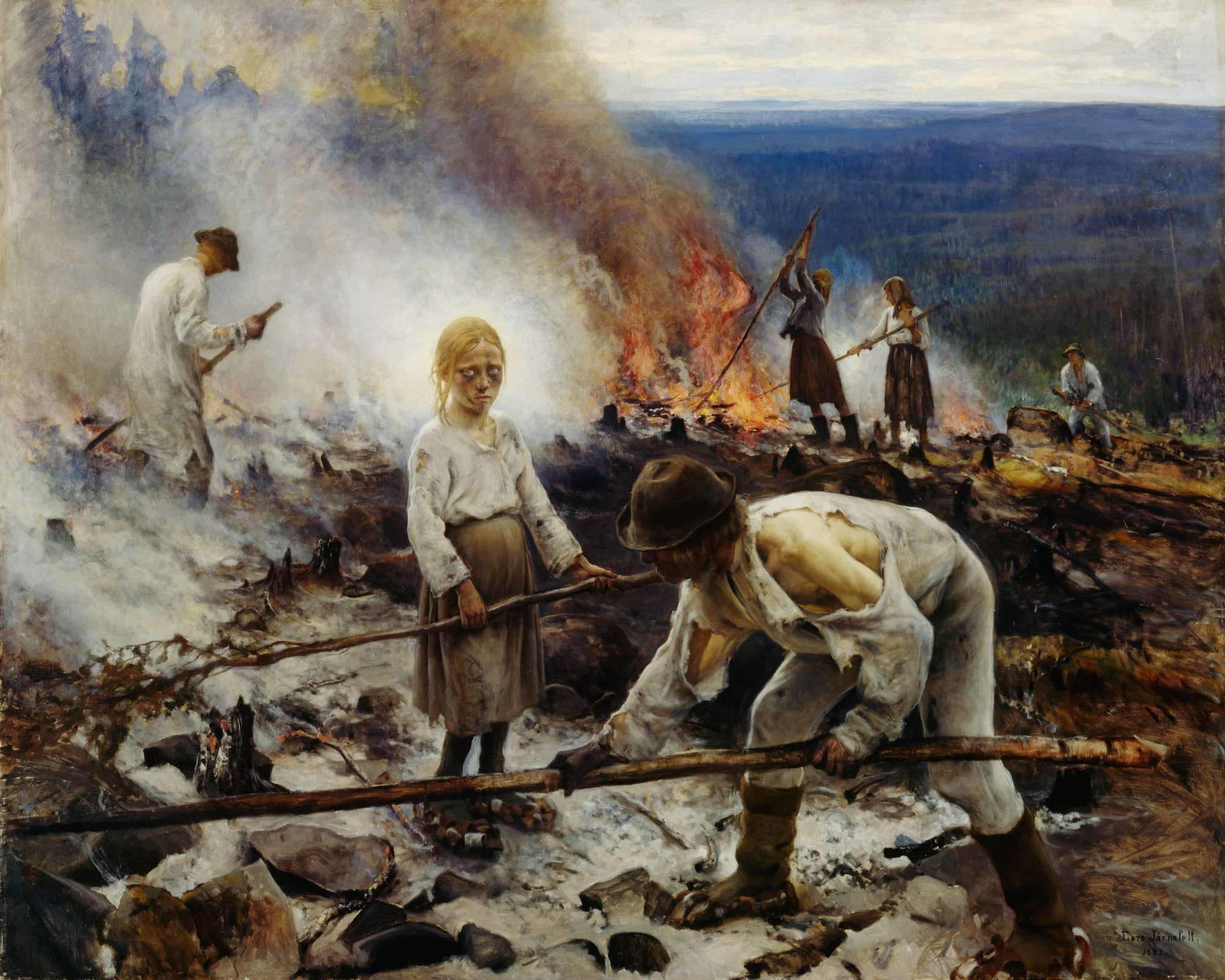
Eero Järnefelt, Sous le joug (Brûlage des broussailles), 1893.
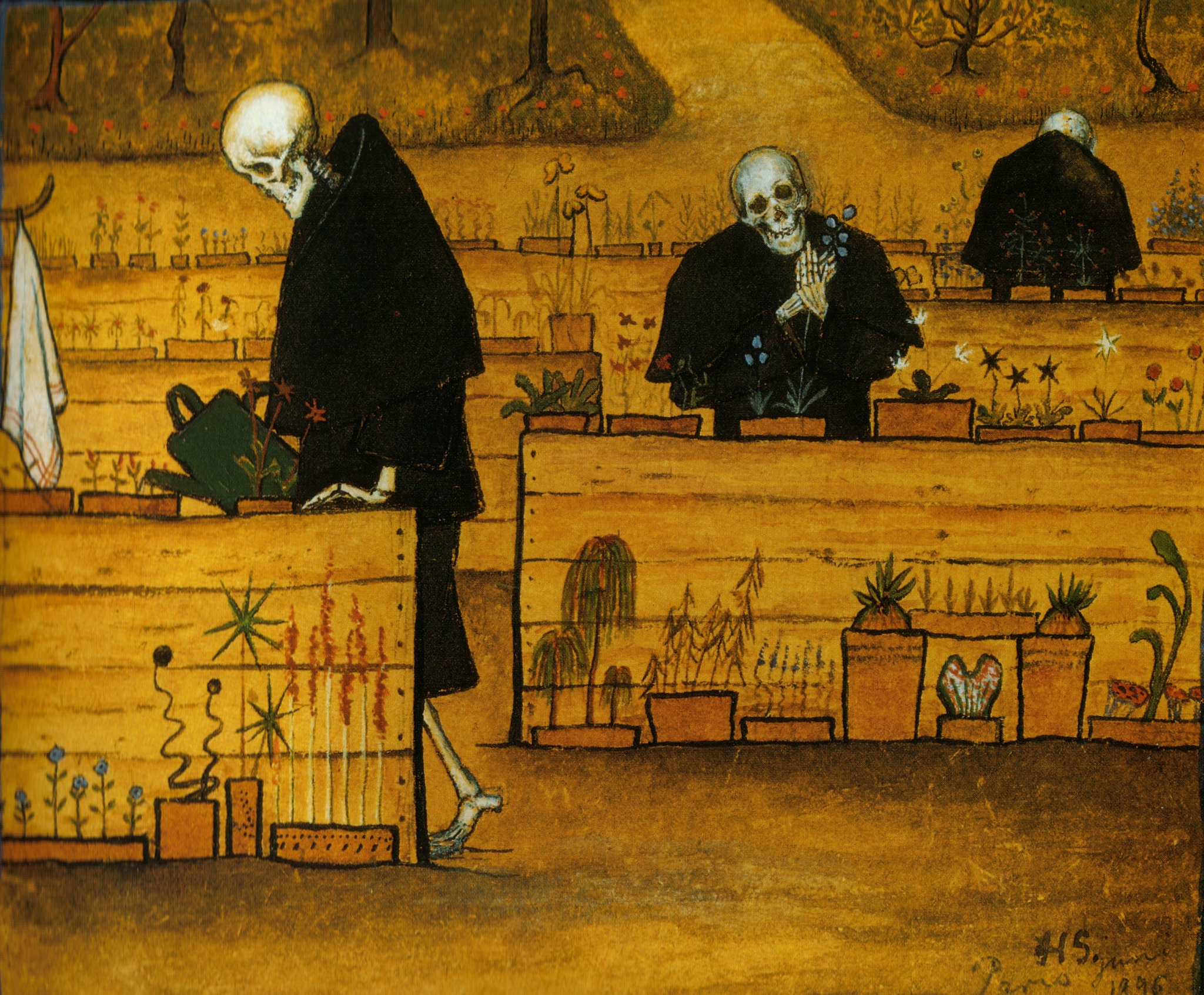
Hugo Simberg, Le Jardin de la mort, 1896.
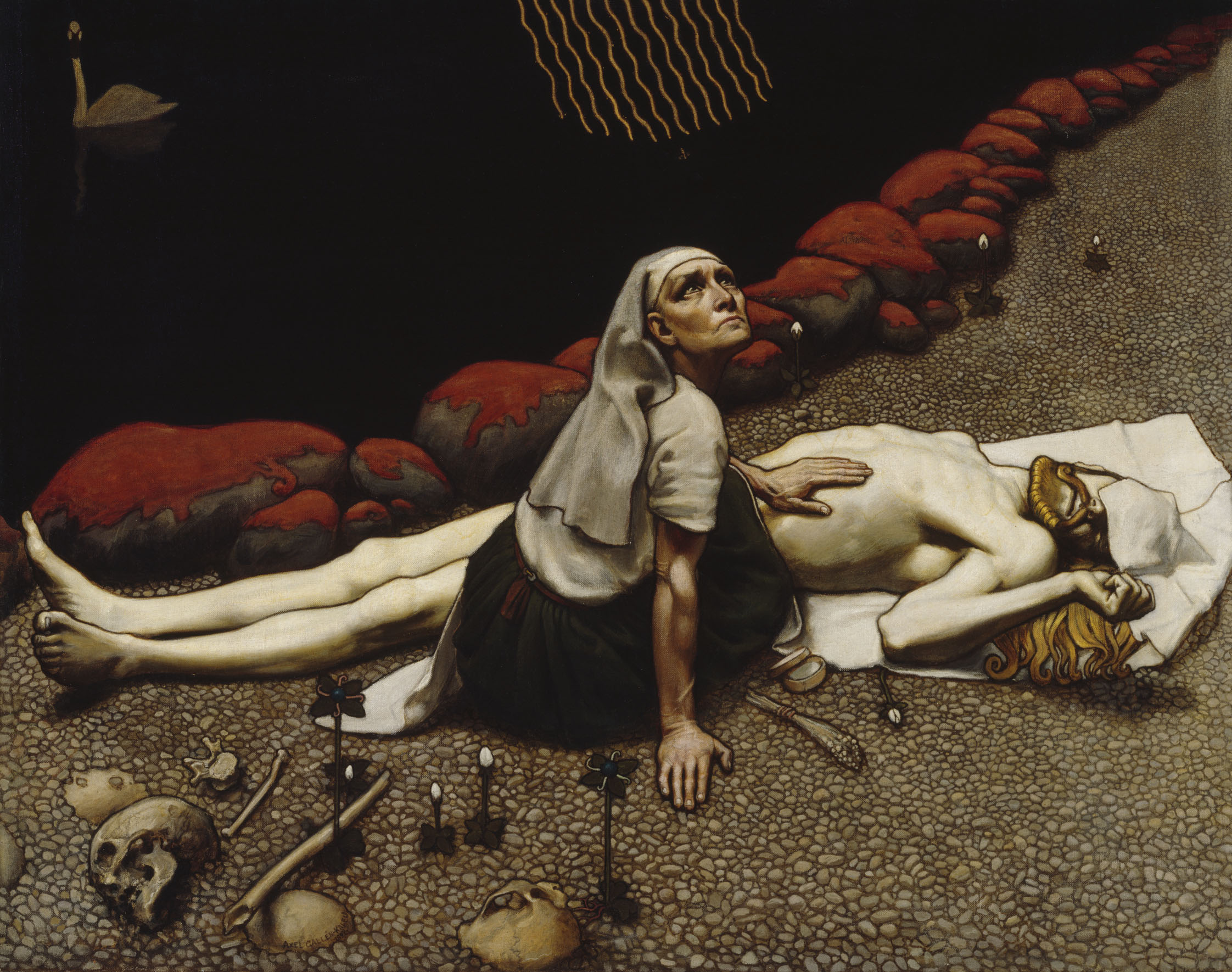
Akseli Gallen-Kallela, La Mère de Lemminkäinen, 1897.
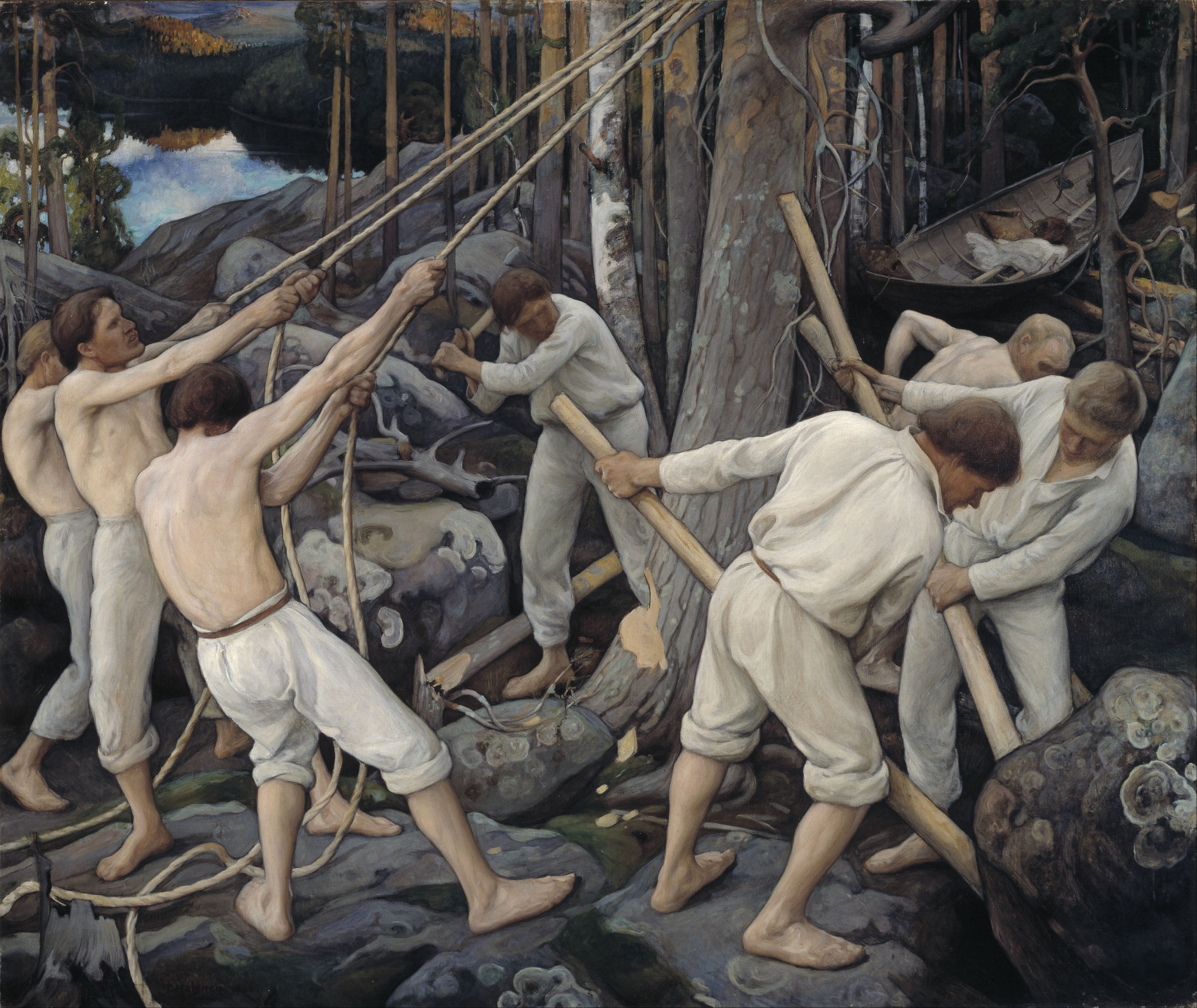
Pekka Halonen, Pionniers en Carélie, 1900.
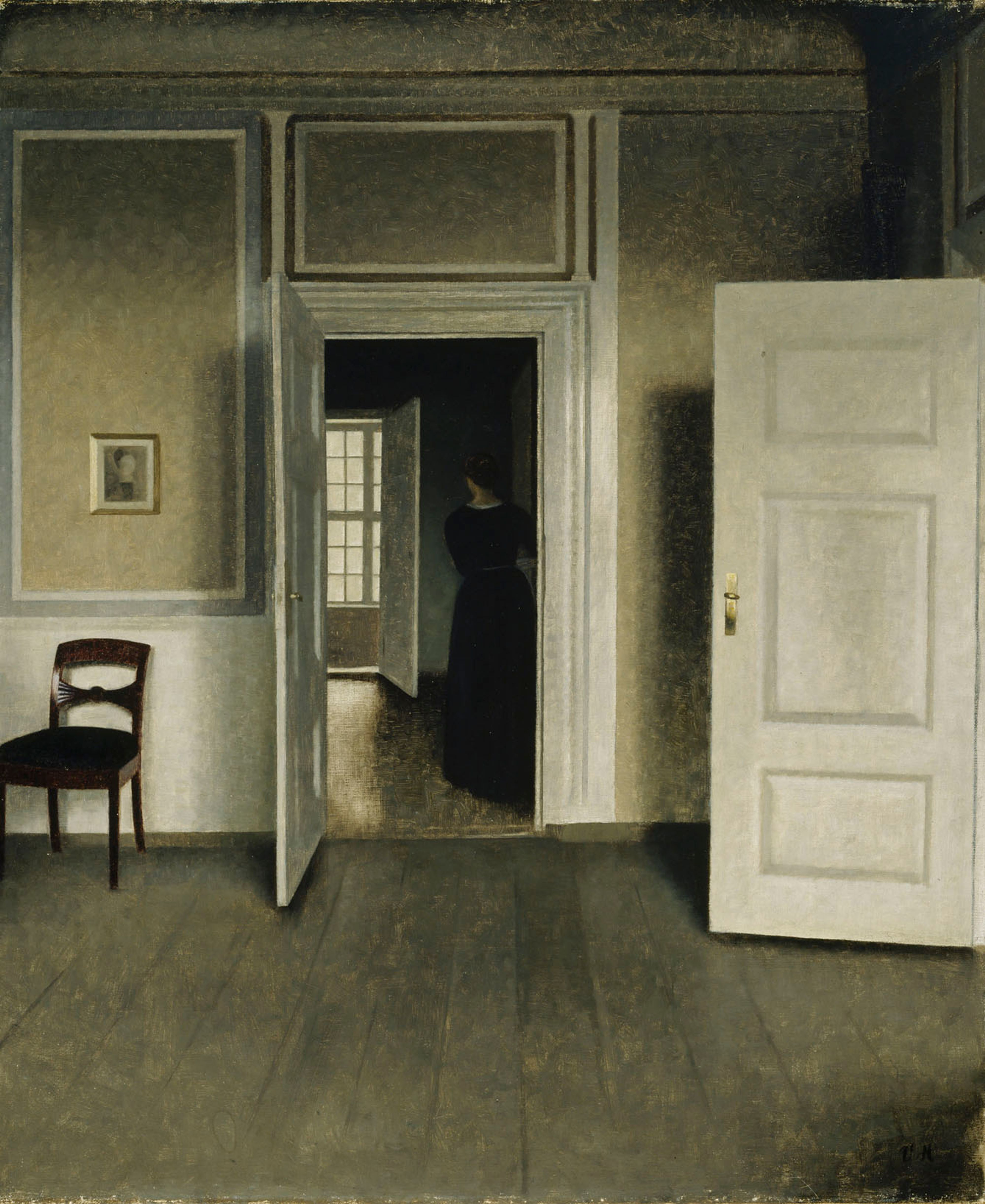
Vilhelm Hammershøi, Intérieur, Strandgade 30, 1901.
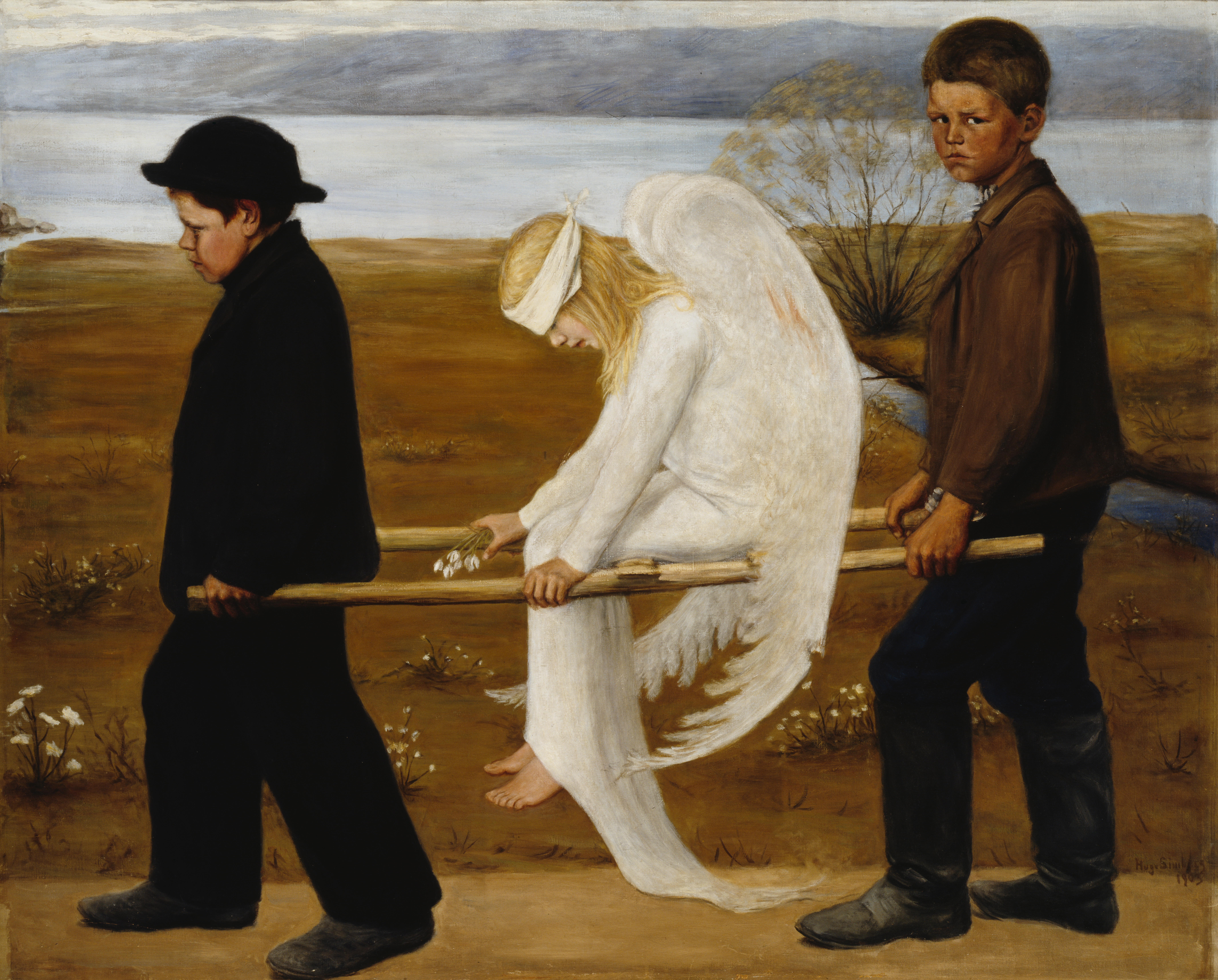
Hugo Simberg, L'Ange blessé, 1903.